# Primeira Guerra do Eslésvico
A Primeira Guerra do Eslésvico (em alemão:  Schleswig-Holsteinischer Krieg; em sueco:  Slesvig-holsteinska kriget), também chamada Guerra dos Três Anos (em dinamarquês:  Treårskrigen), foi o primeiro dos conflitos militares no sul da Dinamarca e no norte da Alemanha provocados pela Questão dos Ducados, uma disputa pelo controle dos ducados do Eslésvico e Holsácia. 

## A Questão dos Ducados
Eslésvico era um ducado soberano (i.e., formalmente independente), de maioria dinamarquesa, vinculado à coroa da Dinamarca por uma União Pessoal e por laços feudais. Já Holsácia era um ducado soberano, de maioria alemã, que integrara o Sacro Império Romano-Germânico (e, de 1815 a 1864, a Liga Alemã), mas ligado à Dinamarca por uma União Pessoal desde o século XV. Em outras palavras, o rei da Dinamarca era o duque de Eslésvico e da Holsácia, territórios governados na prática pelos dinamarqueses. O chamado Tratado de Ribe (1460) dispunha que os dois ducados não poderiam ser separados.
A extinção da linhagem real masculina da Dinamarca, com a morte do rei Frederico VII da Dinamarca, criou para os dinamarqueses o problema de como manter o seu controle sobre o Eslésvico-Holsácia, cobiçado por advogados da unificação Alemã (as regras sucessórias dos ducados - que adotavam a lei sálica - diferiam das dinamarquesas em caso de inexistência de herdeiro varão). 
Em seguida à agitação causada pelas Revoluções de 1848 (e com a questão sucessória dos ducados em mente), Frederico promulgou uma constituição democrática comum à Dinamarca e a Eslésvico, provocando um movimento separatista nos ducados, apoiado pela Prússia, que levou à eclosão da Primeira Guerra de Eslésvico. 

## A guerra
Em março de 1848, a grande maioria alemã de Eslésvico-Holsácia rebelou-se contra a Dinamarca e buscou a independência frente a esta última, para associá-los à Confederação Germânica. Uma intervenção militar do Reino da Prússia em favor da revolta expulsou as tropas dinamarquesas dos ducados.
A guerra, que durou de 1848 a 1851, terminou quando as grandes potências europeias pressionaram a Prússia a aceitar o Protocolo de Londres de 1852. Nos termos deste acordo de paz, a Confederação Germânica devolvia Eslésvico-Holsácia à Dinamarca. Em troca, num acordo com a Prússia, a Dinamarca comprometeu-se a não criar laços adicionais com o Eslésvico mais fortes do que os deste último com o Holsácia. 
O resultado da guerra, portanto, não foi conclusivo e um novo conflito eclodiu-se em 1864, a Segunda Guerra do Eslésvico, também chamada Guerra dos Ducados, que foi parte da unificação da Alemanha. A unificação total dos estados germânicos ocorreria em 1871, ao fim da Guerra Franco-Prussiana.